# Indian Wells
|  | Per a altres significats, vegeu «Indian Wells (Califòrnia)». |

Indian Wells (en navaho Tó Hahadleeh) és una àrea no incorporada dels Estats Units a l'estat d'Arizona i dins de la Nació Navajo. Segons el cens del 2000 tenia 2.445 habitants.

## Demografia
Segons el cens del 2000, Indian Wells tenia 2.445 habitants, 633 habitatges, i 508 famílies.
Dels 633 habitatges en un 54,3% hi vivien nens de menys de 18 anys, en un 49,6% hi vivien parelles casades, en un 24,3% dones solteres, i en un 19,7% no eren unitats familiars. En el 18,8% dels habitatges hi vivien persones soles el 6,8% de les quals corresponia a persones de 65 anys o més que vivien soles. El nombre mitjà de persones vivint en cada habitatge era de 3,86 i el nombre mitjà de persones que vivien en cada família era de 4,49.
Per edats la població es repartia de la següent manera: un 25,7% tenia menys de 18 anys, un 9,2% entre 18 i 24, un 25,8% entre 25 i 44, un 14,6% de 45 a 60 i un 12,4% 65 anys o més.
L'edat mediana era de 26.3 anys. Per cada 100 dones de 18 o més anys hi havia 94,2 homes.
El segons el cens dels Estats Units de 2010 el 97,5% dels habitants són nadius americans i l'1,3% blancs. El 0,9% de la població són hispànics.